# Ewa Gruszczyńska-Ziółkowska
Ewa Anna Gruszczyńska-Ziółkowska (ur. 1956) – polska muzykolożka (etnomuzykolożka), profesor Uniwersytetu Warszawskiego.

## Życiorys i działalność naukowa
Urodziła się w 1956. Magisterium uzyskała na Akademii Teologii Katolickiej na podstawie pracy Indiańskie źródła muzyki katolickiej na obszarze Andów Środkowych. Na podstawie 19 utworów z nagrania mszy św. w miejscowości Llallagua (Boliwia) (1983). W 1985 podjęła pracę w Zakładzie Muzykologii Systematycznej Instytutu Muzykologii Uniwersytetu Warszawskiego. Pracę doktorską pt. Kultura muzyczna metropolii inkaskiej. Rola kronik hiszpańskich XVI i XVII w. w etnomuzykologii obszaru andyjskiego napisaną pod kierunkiem Sławomiry Żerańskiej-Kominek obroniła na Wydziale Historycznym UW w 1992. Habilitację uzyskała w 2005 na podstawie pracy Rytuał dźwięku. Muzyka w kulturze Nasca. Specjalizuje się w zakresie antropologii muzyki i amerykanistyki. Prowadzi badania etnomuzykologiczne i archeomuzykologiczne na terenie Peru, Ekwadoru, Boliwii. 
W 2016 zasiadła w Podkomisji ds. Ponownego Zbadania Wypadku Lotniczego pod Smoleńskiem, powołanej przy Komisji Badania Wypadków Lotniczych Lotnictwa Państwowego przez ministra obrony narodowej Antoniego Macierewicza.
Członkini Akademickiego Klubu Obywatelskiego im. Prezydenta Lecha Kaczyńskiego w Poznaniu.